# سالونیک
سالونیک یا تِسالونیکی (به یونانی: Θεσσαλοnίkη)‏ دومین شهر بزرگ در یونان و مرکز مقدونیهٔ یونان است.

## مکان، جمعیت و اهمیت
این شهر در بالای خلیج تسالونیکی، شاخه ای از خلیج ترامیک واقع شده‌است، که به نوبه خود بخش شمال غربی دریای اژه را تشکیل می‌دهد. این شهر در فاصله ۵۰۰ کیلومتری آتن، پایتخت کشور یونان قرار دارد.
جمعیت این شهر حدود ۳۰۰هزار تن (تخمین سال ۲۰۱۱) است، در حالی که جمعیت آن در حومه به ۸۲۰ هزار تن می‌رسد و بنابراین از نظر جمعیت بعد از آتن دومین شهر بزرگ یونان است.
تسالونیکی دومین مرکز بزرگ اقتصادی، صنعتی، تجاری و سیاسی در یونان و یک مرکزمهم حمل و نقل در جنوب شرقی اروپا است که یک مرکز مهم آموزشی و فرهنگی برای بالکان است. این شهر حاوی بناهای بسیاری است که بازتابی از تاریخ بیزانس، عثمانی و همچنین تاریخ غنی یهود است.

## ریشه نام
نام این شهر به تسالونیکی خواهر ناتنی اسکندر مقدونی بازمی‌گردد.
نام تسالونیکی تلفظ رایج در زبان یونانی رسمی است، که در محاوره سالونیکی خوانده می‌شود. در زبان ترکی به این شهر سلانیک گفته می‌شود. در بیشتر زبانهای اروپایی و در زبانهای اسلاو آن را سالونیکا می‌نامند. در حمله اعراب، آنها آن را صالونیقی نامیدند. در زمان امپراتوری تئودوز کبیر فرمان داد 1500تن از مردم شهر سالونیک را تنها به گناه این که فرمانروایی ستمگر خود را کشته بودند، سر ببرند.

## جمعیت
جمعیت این شهر در سال ۲۰۱۱، حدود ۳۲۵٬۱۸۲ تن نفر بوده‌است که با افزودن مناطق شهری به۸۲۴٬۶۷۶ و با مناطق کلانشهری به ۱٬۰۳۰٬۳۳۸ می‌رسد.

## آب و هوا
| داده‌های اقلیم Thessaloniki 1998-2017 | داده‌های اقلیم Thessaloniki 1998-2017 | داده‌های اقلیم Thessaloniki 1998-2017 | داده‌های اقلیم Thessaloniki 1998-2017 | داده‌های اقلیم Thessaloniki 1998-2017 | داده‌های اقلیم Thessaloniki 1998-2017 | داده‌های اقلیم Thessaloniki 1998-2017 | داده‌های اقلیم Thessaloniki 1998-2017 | داده‌های اقلیم Thessaloniki 1998-2017 | داده‌های اقلیم Thessaloniki 1998-2017 | داده‌های اقلیم Thessaloniki 1998-2017 | داده‌های اقلیم Thessaloniki 1998-2017 | داده‌های اقلیم Thessaloniki 1998-2017 | داده‌های اقلیم Thessaloniki 1998-2017 |
| ماه                                  | ژانویه                               | فوریه                                | مارس                                 | آوریل                                | مه                                   | ژوئن                                 | ژوئیه                                | اوت                                  | سپتامبر                              | اکتبر                                | نوامبر                               | دسامبر                               | سال                                  |
| ------------------------------------ | ------------------------------------ | ------------------------------------ | ------------------------------------ | ------------------------------------ | ------------------------------------ | ------------------------------------ | ------------------------------------ | ------------------------------------ | ------------------------------------ | ------------------------------------ | ------------------------------------ | ------------------------------------ | ------------------------------------ |
| سابقهٔ بیش‌ترین °C (°F)                | ۲۳٫۰ (۷۳)                            | ۲۴٫۰ (۷۵)                            | ۳۲٫۰ (۹۰)                            | ۳۱٫۰ (۸۸)                            | ۳۶٫۰ (۹۷)                            | ۴۱٫۴ (۱۰۷)                           | ۴۴٫۰ (۱۱۱)                           | ۴۰٫۴ (۱۰۵)                           | ۳۷٫۳ (۹۹)                            | ۳۲٫۲ (۹۰)                            | ۲۷٫۰ (۸۱)                            | ۲۵٫۱ (۷۷)                            | ۴۴٫۰ (۱۱۱)                           |
| میانگین بیش‌ترین °C (°F)              | ۹٫۳ (۴۹)                             | ۱۱٫۲ (۵۲)                            | ۱۴٫۷ (۵۸)                            | ۱۹٫۵ (۶۷)                            | ۲۴٫۹ (۷۷)                            | ۲۹٫۹ (۸۶)                            | ۳۲٫۵ (۹۱)                            | ۳۲٫۴ (۹۰)                            | ۲۷٫۰ (۸۱)                            | ۲۱٫۱ (۷۰)                            | ۱۵٫۷ (۶۰)                            | ۱۰٫۶ (۵۱)                            | ۲۰٫۷۳ (۶۹٫۳)                         |
| میانگین روزانه °C (°F)               | ۵٫۸ (۴۲)                             | ۷٫۳ (۴۵)                             | ۱۰٫۲ (۵۰)                            | ۱۴٫۳ (۵۸)                            | ۱۹٫۵ (۶۷)                            | ۲۴٫۴ (۷۶)                            | ۲۶٫۸ (۸۰)                            | ۲۶٫۸ (۸۰)                            | ۲۲٫۰ (۷۲)                            | ۱۷٫۰ (۶۳)                            | ۱۲٫۰ (۵۴)                            | ۷٫۱ (۴۵)                             | ۱۶٫۱ (۶۱)                            |
| میانگین کم‌ترین °C (°F)               | ۲٫۲ (۳۶)                             | ۳٫۵ (۳۸)                             | ۵٫۷ (۴۲)                             | ۹٫۲ (۴۹)                             | ۱۴٫۰ (۵۷)                            | ۱۸٫۸ (۶۶)                            | ۲۱٫۲ (۷۰)                            | ۲۱٫۳ (۷۰)                            | ۱۷٫۱ (۶۳)                            | ۱۲٫۹ (۵۵)                            | ۸٫۲ (۴۷)                             | ۳٫۸ (۳۹)                             | ۱۱٫۴۹ (۵۲٫۷)                         |
| سابقهٔ کم‌ترین °C (°F)                 | −۱۴٫۰ (۷)                            | −۱۰٫۰ (۱۴)                           | −۷٫۰ (۱۹)                            | −۲٫۰ (۲۸)                            | ۲٫۸ (۳۷)                             | ۶٫۰ (۴۳)                             | ۱۰٫۰ (۵۰)                            | ۷٫۸ (۴۶)                             | ۳٫۰ (۳۷)                             | −۱٫۰ (۳۰)                            | −۶٫۲ (۲۱)                            | −۹٫۸ (۱۴)                            | −۱۴٫۰ (۷)                            |
| بارندگی میلی‌متر (اینچ)               | ۳۵٫۲ (۱٫۳۹)                          | ۲۹٫۷ (۱٫۱۷)                          | ۳۹٫۸ (۱٫۵۷)                          | ۲۹٫۶ (۱٫۱۷)                          | ۴۲٫۸ (۱٫۶۹)                          | ۲۷٫۲ (۱٫۰۷)                          | ۲۷٫۳ (۱٫۰۷)                          | ۱۸٫۸ (۰٫۷۴)                          | ۴۸٫۶ (۱٫۹۱)                          | ۵۱٫۳ (۲٫۰۲)                          | ۳۸٫۰ (۱٫۵)                           | ۵۲٫۰ (۲٫۰۵)                          | ۴۴۰٫۳ (۱۷٫۳۵)                        |
| میانگین روزهای بارندگی               | ۸٫۸                                  | ۸٫۳                                  | ۹٫۸                                  | ۷٫۴                                  | ۸٫۰                                  | ۵٫۵                                  | ۳٫۸                                  | ۳٫۶                                  | ۶٫۳                                  | ۷٫۳                                  | ۷٫۳                                  | ۹٫۰                                  | ۸۵٫۱                                 |
| درصد رطوبت                           | ۷۶٫۱                                 | ۷۳٫۰                                 | ۷۲٫۴                                 | ۶۷٫۸                                 | ۶۳٫۸                                 | ۵۵٫۹                                 | ۵۳٫۲                                 | ۵۵٫۳                                 | ۶۲٫۰                                 | ۷۰٫۲                                 | ۷۶٫۸                                 | ۷۸٫۰                                 | ۶۷٫۰۴                                |
| میانگین روزانه ساعت‌های تابش آفتاب    | ۱۱۶٫۵                                | ۱۲۳٫۹                                | ۱۷۱٫۰                                | ۲۰۵٫۲                                | ۲۵۶٫۸                                | ۳۰۸٫۱                                | ۳۳۷٫۶                                | ۳۱۱٫۳                                | ۲۲۴٫۵                                | ۱۶۰٫۹                                | ۱۱۴٫۸                                | ۹۵٫۲                                 | ۲٬۴۲۵٫۸                              |
| منبع:                                |                                      |                                      |                                      |                                      |                                      |                                      |                                      |                                      |                                      |                                      |                                      |                                      |                                      |

## ورزش
باشگاه‌های ورزشی پائوک، آریس و ایراکلیس در این شهر قرار دارند.
| باشگاه                    | بنیانگذاری                                            | ورزشگاه                                   | گنجایش | یادداشت |
| ------------------------- | ----------------------------------------------------- | ----------------------------------------- | ------ | --- |
| GS Iraklis                | ۱۹۰۸ (originally as Macedonikos Gymnasticos Syllogos) | Kaftanzoglio National Stadium             | ۲۷٬۷۷۰ | |
| GS Iraklis                | ۱۹۰۸ (originally as Macedonikos Gymnasticos Syllogos) | Ivanofeio Indoor Hall                     |        | Panhellenic titles in football, basketball, rugby, volleyball. Volleyball Champions League finalists (3 times)                           |
| Maccabi Thessaloniki      | ۱۹۰۸                                                  |                                           |        | Historically representative of the Jewish community. Today members of any religious faith                                                |
| AC Aris Thessaloniki      | ۱۹۱۴                                                  | Kleanthis Vikelidis Stadium               | ۲۲٬۸۰۰ | |
| AC Aris Thessaloniki      | ۱۹۱۴                                                  | Alexandreio Melathron (Palais des Sports) | ۵٬۵۰۰  | Panhellenic titles in football, basketball, volleyball, waterpolo. Three European Cups in basketball                                     |
| YMCA Thessaloniki (ΧΑΝΘ)  | ۱۹۲۱                                                  |                                           |        | Presence in A1 basketball. Major role in introduction of basketball in Greece                                                            |
| Megas Alexandros          | ۱۹۲۳                                                  |                                           |        | Presence in First Division of Football Panhellenic Championship                                                                          |
| P.A.O.K.                  | ۱۹۲۶                                                  | ورزشگاه تومبا                             | ۲۸٬۷۰۳ | |
| P.A.O.K.                  | ۱۹۲۶                                                  | PAOK Sports Arena                         | ۱۰٬۰۰۰ | Panhellenic titles in football, basketball, volleyball, handball. Two European Cups in basketball. Most time winners in women's football |
| Apollon Kalamarias/Pontou | ۱۹۲۶                                                  | Kalamaria Stadium                         | ۶٬۵۰۰  | |
| M.E.N.T.                  | ۱۹۲۶                                                  |                                           |        | Presence in A1 basketball |
| V.A.O.                    | ۱۹۲۶                                                  |                                           |        | Presence in A1 basketball. Panhellenic titles in handball                                                                                |
| Makedonikos               | ۱۹۲۸                                                  | Makedonikos Stadium                       | ۸٬۱۰۰  | |
| Agrotikos Asteras         | ۱۹۳۲                                                  | Evosmos Stadium                           |        | |

## روابط بین‌المللی

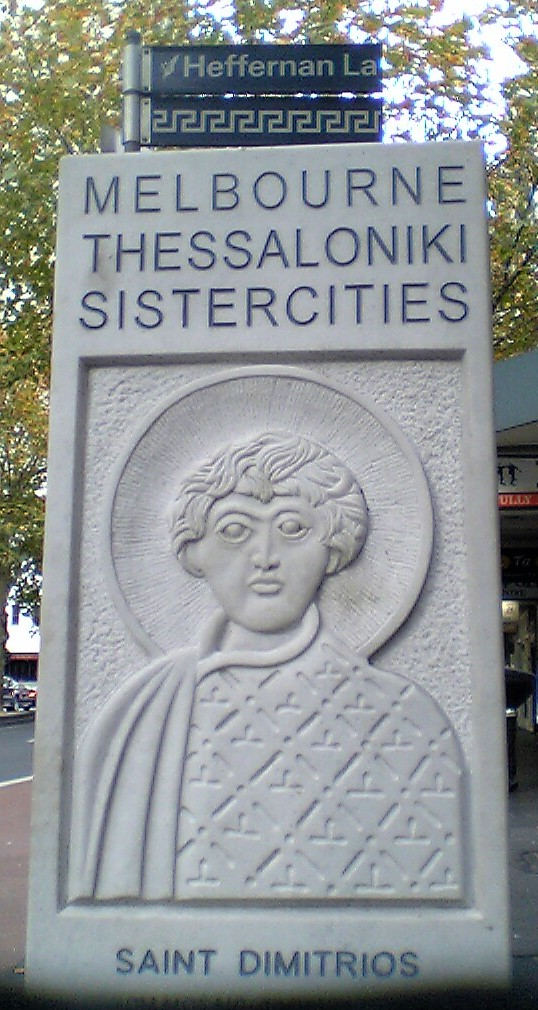
Commemorative سنگ یادبود در ملبورن

فهرست کنسول‌ها
| - آلبانی - اتریش - استرالیا - بلژیک - برزیل - بلغارستان - گرجستان - کانادا - کرواسی - چین - قبرس - دانمارک - فنلاند - فرانسه - آلمان - مجارستان - اسرائیل | - جمهوری ایرلند - ایتالیا - اردن - لیتوانی - هلند - نروژ - پرتغال - لهستان - صربستان - اسپانیا - سوئیس - سوئد - ایالات متحده آمریکا - بریتانیا - اوکراین - روسیه - ترکیه |

### شهرهای خواهرخوانده
فهرست شهرهای خواهرخواننده با تسالونیکی
| Twinning - هارتفورد، کنتیکت، ایالات متحده آمریکا از ۵ مه 1962 - پلوودیو، بلغارستان، از ۲۷ فوریه 1984 - ملبورن، استرالیا از ۱۹ مارس 1984 - لایپزیگ، آلمان، از ۱۷ اکتبر 1984 - بولونیا، ایتالیا، از ۲۰ اکتبر 1984 - لیماسول، قبرس، از ۳۰ ژوئن 1984 - براتیسلاوا، اسلواکی، از ۲۳ آوریل 1986 - کلن، Germany, از ۱۳ سپتامبر 1988 - کنستانتسا، رومانی، از ۵ سپتامبر 1988 - سان فرانسیسکو، United States از ۷ اوت 1990 - مارسی، فرانسه، از ۱۴ فوریه 1991 - نیس، فرانسه، از ۲۰ مارس 1992 - اسکندریه، مصر، از ۱۲ ژوئیه 1993 - تل‌آویو، اسرائیل، از ۲۴ نوامبر 1994 - تیانجین، China از 4 March 2002 - کلکته، هند از 21 January 2005 - کورچه، Albania از ۱۴ اکتبر 2005 - بوسان، South Korea از ۸ مارس 2010 - دراج (آلبانی), Albania از ۴ آوریل 2012 | Collaborations - تورنتو، کانادا از ۵ سپتامبر 1986 - بوداپست، Hungary از ۵ آوریل 1993 - بروکلین سنتر، مینه‌سوتا، ایالات متحده آمریکا از ۵ ژوئیه 1993 - بوستون، ایالات متحده آمریکا از ۲۱ مه 1996 - شن‌یانگ، چین از ۲۲ مه 2000 - گیومری، ارمنستان از ۲۳ نوامبر 2000 - فیلادلفیا، ایالات متحده آمریکا از ۶ آوریل 2002 - سن پترزبورگ، روسیه، از ۳۰ اکتبر 2002 - دنیپرو، اوکراین از ۱۸ آوریل 2003 - ونیز، ایتالیا از ۱۷ ژوئیه 2003 - دونگوان، چین از ۲۴ اکتبر 2008 |

## نگارخانه

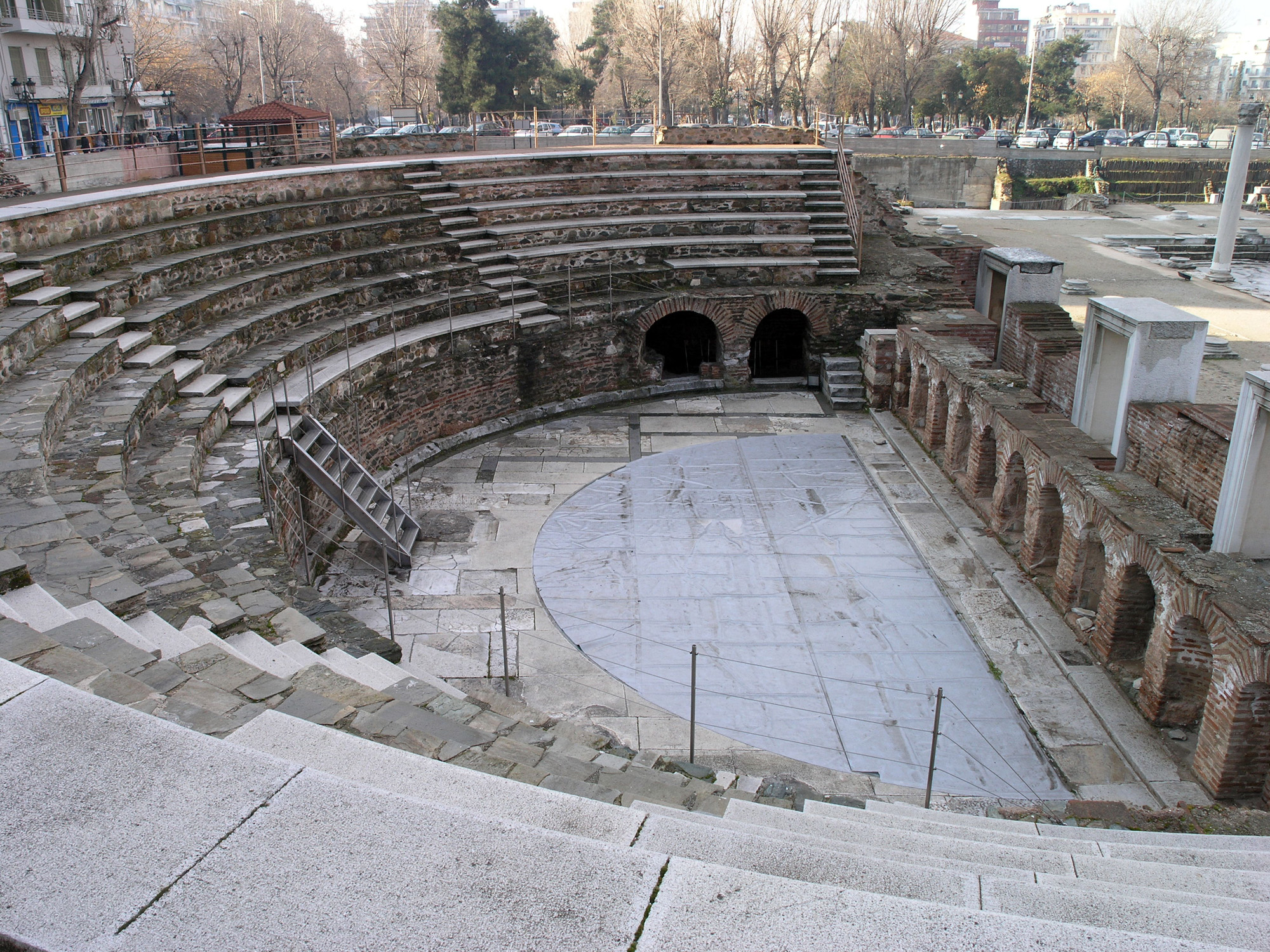
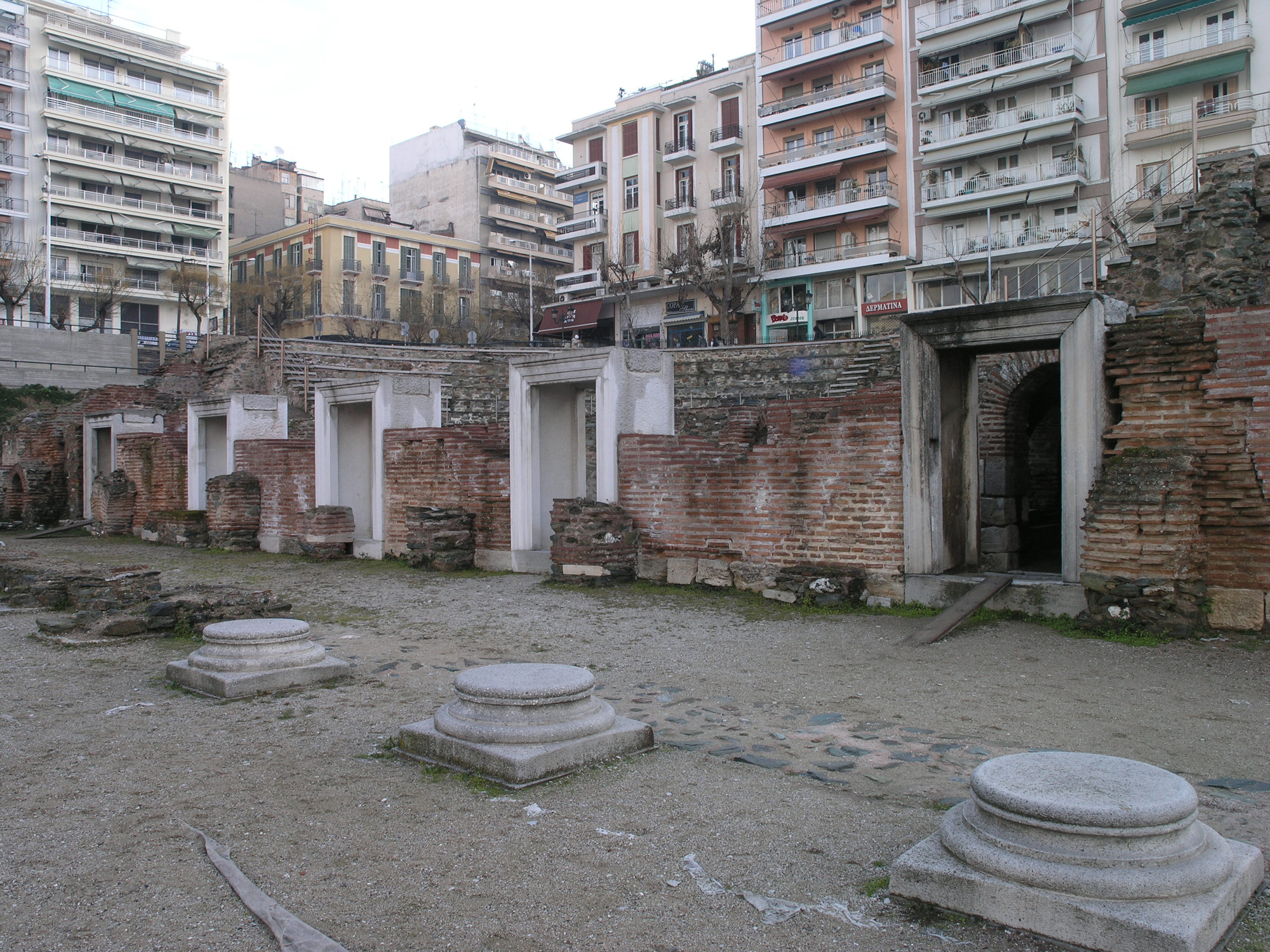
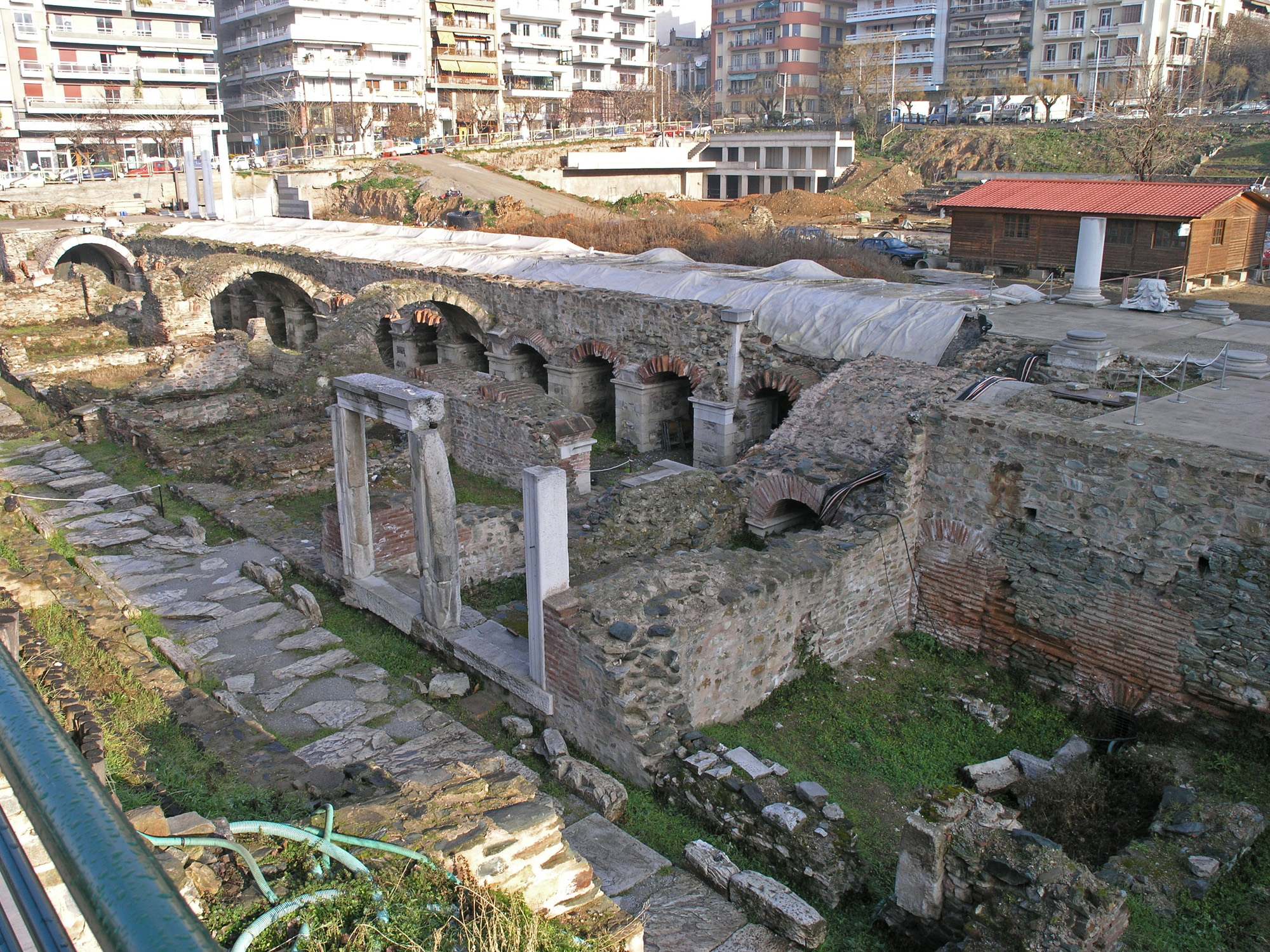
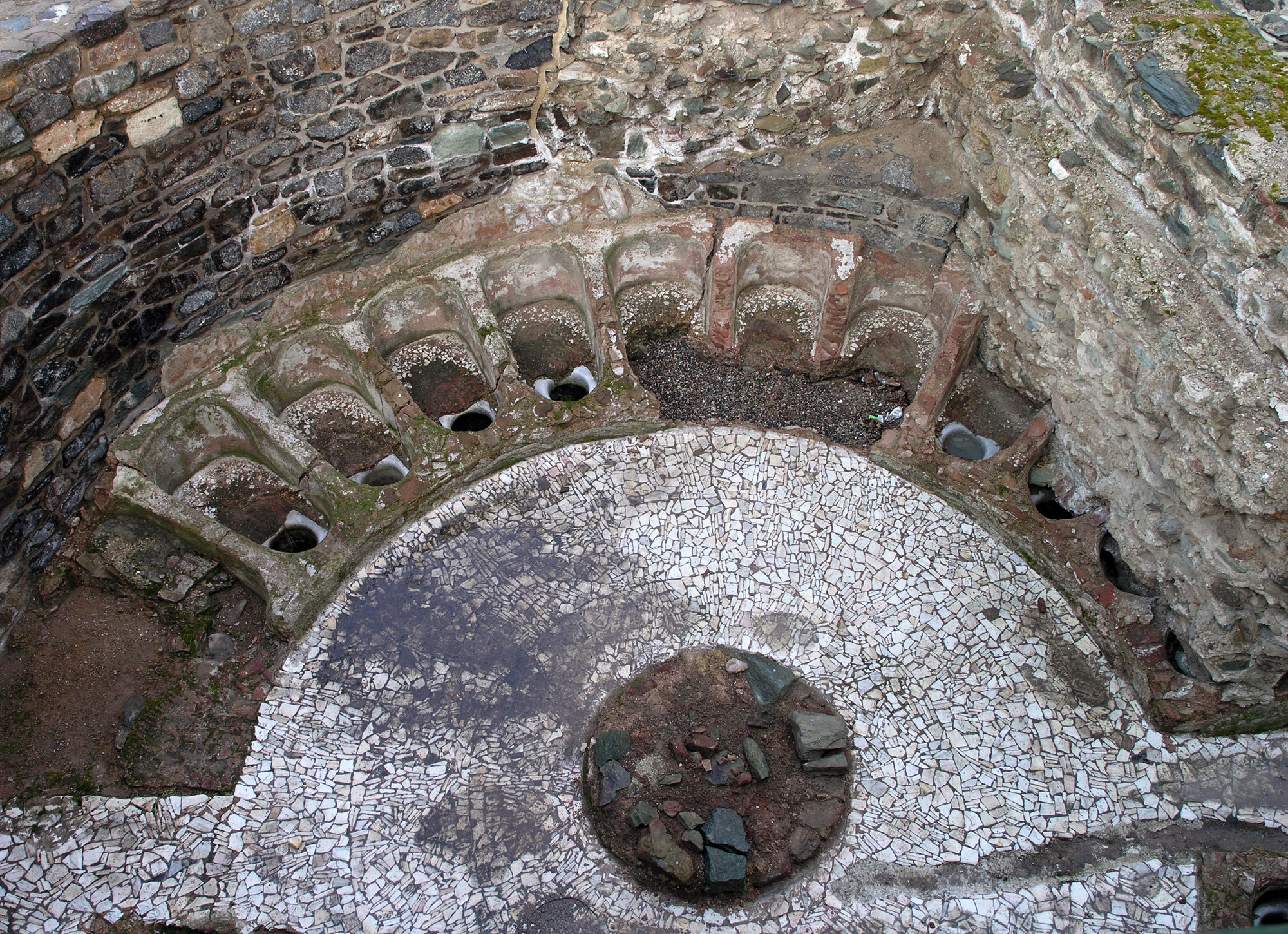
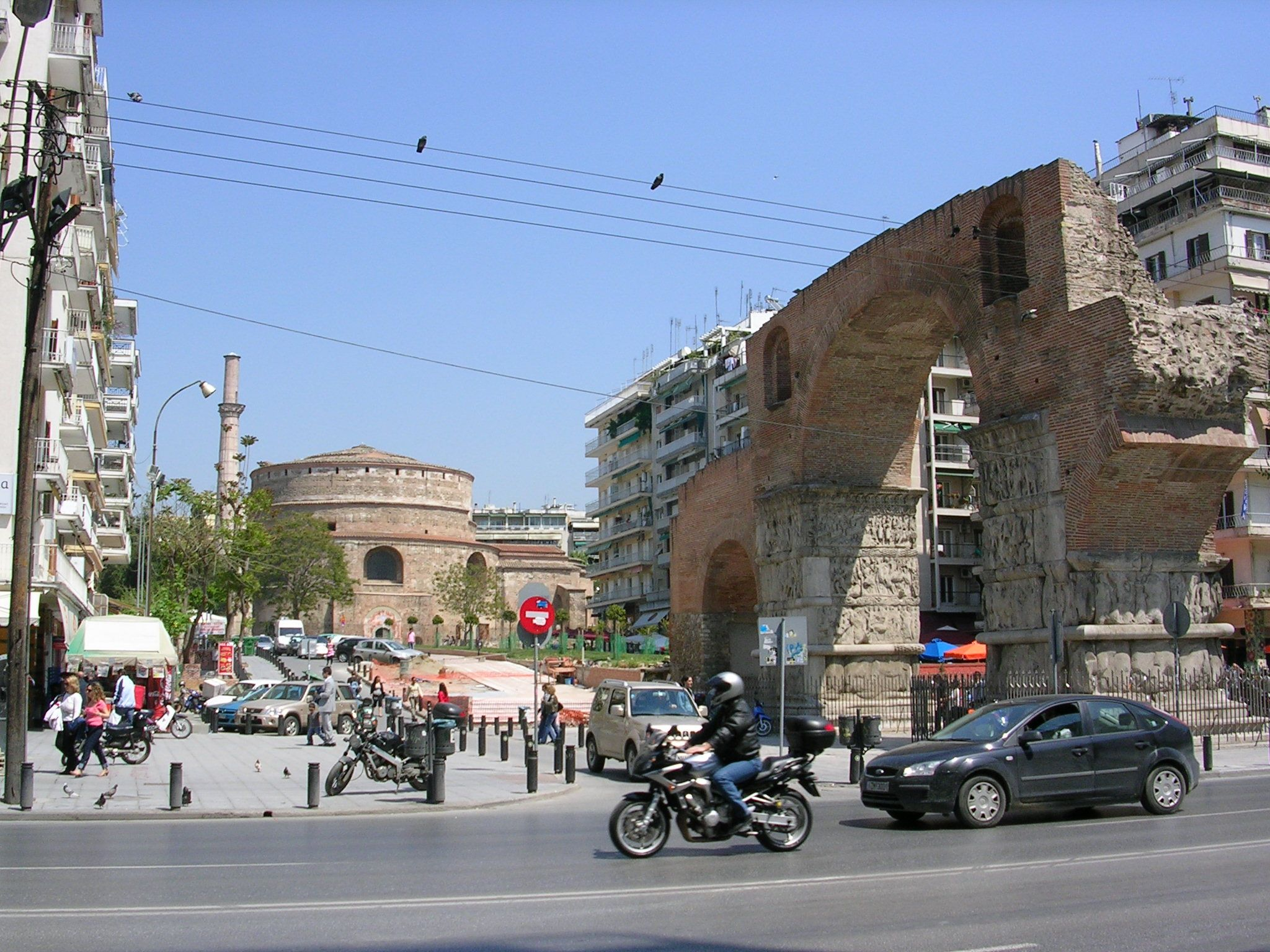
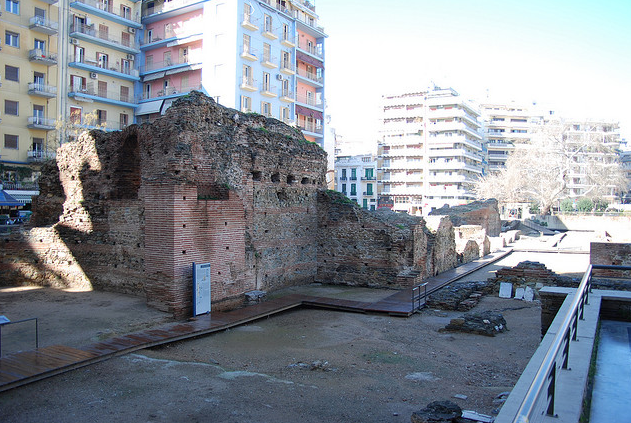